# Aveyron (folyó)
Az Aveyron folyó Franciaország területén a Tarn jobb oldali mellékfolyója.

## Földrajzi adatok
Aveyron megyében, Millautól 25 km-re északra ered 785 méter magasan a Francia-középhegységben és Montaubantól 10 km-re északnyugatra torkollik be a Tarnba. A vízgyűjtő terület nagysága 5 300 km², hossza 250 km. Vízhozama 10 és 200 m³ között mozog másodpercenként. Aveyron megye névadója.

## Megyék és városok a folyó mentén
- Aveyron: Rodez, Villefranche-de-Rouergue
- Tarn
- Tarn-et-Garonne

Mellékfolyói a Viaur, Cérou és a Vère.